# Jack-Alain Léger
Jack-Alain Léger (* 5. Juni 1947 in Paris als Daniel Théron; † 17. Juli 2013 ebenda) war ein französischer Schriftsteller und Musiker.

## Leben und Wirken
Daniel Théron wurde 1947 in Paris geboren. Jack-Alain Léger war sein bekanntestes Pseudonym. Daneben verwendete er auch die Namen Melmoth, Dashiell Hedayat, Eve Saint-Roch und Paul Smaïl. Sein größter Erfolg war das 1976 erschienene Werk „Monsignore“, das über 350.000 Mal in Frankreich verkauft wurde. Das Buch wurde 1982 von Frank Perry verfilmt als Monsignor mit Darstellern wie Christopher Reeve, Geneviève Bujold, Fernando Rey und anderen.
Er übersetzte die Werke von Bob Dylan (Tarantula), J. R. R. Tolkien (The Adventures of Tom Bombadil) und Leonard Cohen (The Energy of Slaves, deutsch: „Die Energie von Sklaven“).

## Werke
unter dem Pseudonym Melmoth
- Being, 1969

unter dem Pseudonym Dashiell Hedayat:
- Le Bleu le bleu, 1971
- Le livre des morts-vivants, 1972
- Selva Oscura, 1974
- Jeux d'intérieur au bord de l'océan, 1979

unter dem Pseudonym Jack-Alain Léger:
- Mon Premier Amour, 1973
- Un ciel si fragile, 1975
- Monsignore, 1976
- Capriccio 1978
- L'heure du Tigre, 1979
- Monsignore II, 1981
- Ocean, 1982
- Autoportrait au loup, 1982
- Pacific Palisades, 1982
- Wanderweg, 1986
- Le Siècle des ténèbres, 1989
- Le Roman, 1991
- Les souliers rouges de la Duchesse, 1992
- Le duo du II, 1993
- Jacob Jacobi, 1993
- La gloire est le deuil éclatant du bonheur, 1995
- L'autre Falstaff, 1996
- Maestranza, 2000

unter dem Pseudonym Eve Saint-Roch:
- Prima Donna, 1988

unter dem Pseudonym Paul Smaïl:
- Vivre me tue, 1997
- Casa, la casa, Ballands, 1998.
- La passion selon moi, Laffont, 1999
- Ali le magnifique, Denoël, 2001

## Diskografie
unter dem Pseudonym Melmoth:
- La Devanture des ivresses, Arion CBS, 1968 (CD: Mantra FGL, 1992)

unter dem Pseudonym Dashiell Hedayat:
- Obsolete, Shandar RCA, 1971 (CD: Mantra FGL, 1992)